# Горох Валентин Вікторович
Валентин Вікторович Горох (нар. 14 лютого 2002, Славута, Хмельницька область, Україна) — український футболіст, воротар ФК «Колос» .

## Клубна кар'єра
Народився в місті Славута, Хмельницька область. Вихованець ДЮСШ «Штурм» з сусіднього міста Костопіль, а в2015 році потрапив до структури «Карпат». Наприкінці липня 2018 року підписав перший контракт з «зелено-білими», після чого переведений до юнацької команди клубу. Наступного року дебютував за молодіжну команду львів'ян, за яку провів 1 матч, після чого знову грав за юнацьку команду «Карпат». На початку 2020 року головний тренер клубу Роман Санжар залучав юного воротаря до тренувань з першою командою. За першу команду «зелено-білих» дебютував 30 серпня 2020 року в програному (0:4) виїзному поєдинку кубку України проти «Епіцентру». Валентин вийшов на поле в стартовому складі, а на 80-ій хвилині його замінив Назар-Стефан Сасс. У Другій лізі України дебютував 19 вересня 2020 року в переможному (4:1) домашньому поєдинку групи А проти «Чернігова». Горох вийшов на поле в стартовому складі та відіграв увесь матч. У сезоні 2020/21 років відіграв 17 матчів у Другій лізі та 1 поєдинок у кубку України.
У липні 2021 року підписав контракт з «Олександрією», де одразу ж був переведений до юніорської команди «жовто-чорних». У футболці першої команди олександрійців дебютував 22 вересня 2021 року в переможному (3:1) виїзному поєдинку 1/16 фіналу кубку України проти сімферопольської «Таврії». Валентин вийшов на поле в стартовому складі та відіграв увесь матч. Загалом у складі Олександрії провів 5 матчів у яких пропустив 9 голів. 4 липня 2023 року переїхав до Колос (Ковалівка).

## Кар'єра в збірній
Виступав за юнацькі збірні України (U-17) та (U-18).

## Особисте життя
У вересні 2020 року перехворів на COVID-19. 